# Tapinocyboides
Genre
Tapinocyboides est un genre d'araignées aranéomorphes de la famille des Linyphiidae.

## Distribution
Les espèces de ce genre se rencontrent en zone paléarctique.

## Liste des espèces
Selon World Spider Catalog (version 16.5, 1/12/2015) :
- Tapinocyboides bengalensis Tanasevitch, 2011
- Tapinocyboides pygmaeus (Menge, 1869)

## Publication originale
- Wiehle, 1960 : Spinnentiere oder Arachnoidea (Araneae). XI. Micryphantidae-Zwergspinnen. Tierwelt Deutschlands, vol. 47, p. 1-620.